# Rolf Gülich
Rolf Gülich, född 1 februari 1912 i Landskrona, död 6 juli 2010 i Önnered, Göteborg, var en svensk tävlingsförare på motorcykel.
Fadern Karl-Emil var direktör på en fångvårdsanstalt som låg i Citadellet i Landskrona. Familjen hade tjänstebostad ovanpå anstaltens expedition. Hans första motorcykeltur ägde rum vid blott 11 års ålder då han utan att först ha frågat om lov lånade faderns cykel med påhängsmotor. Tävlingsdebuten skedde den 17 september 1926 vid en backtävling vid Sundviks tegelbruk strax norr om Landskrona. Tävlingsmotorcykeln var en Bayliss-Thomas på 147 cc.  
Då ägaren till EBE-verken i Åmål var en vän till familjen införskaffades en EBE-motorcykel. Trots faderns motstånd anmälde han sig till en rundbanetävling i Landskrona. Gülich segrade i sin klass. Under några år var han EBE-verkens fabriksförare, men började sedan köra Rex och Monark, och segrade 1929 i endurotävlingen Novemberkåsan blott 17 år gammal på en Monark. 1933 deltog han som färdmekaniker i Åke Johanssons bil i Vrams Grand Prix och kom i mål på en femteplats. Under 1930-talet skördades många framgångar, varav de två andraplatserna i Saxtorps Grand Prix på Saxtorpsbanan räknas till de främsta. I Scuderia Husqvarna deltog han tillsammans med Ragge Sunnqvist och Martin Strömberg i internationella tävlingar i Europa. Åren 1927-1935 tillhörde han Europaeliten i speedway. 
Gülich testkörde även som Formel 1-förare hos Scuderia Ferrari, men tvingades tacka nej till erbjudandet eftersom det var alltför kostsamt. Andra världskriget satte stopp för ett kontrakt som fabriksförare hos Mercedes. Gülich avled den 6 juli 2010, på ett äldreboende i Önnered utanför Göteborg.